# پریش سنت جورج (گرنادا)
پریش سنت جورج (به لاتین: Saint George Parish) یک منطقهٔ مسکونی در گرنادا است که در گرنادا واقع شده‌است. پریش سنت جورج ۶۷ کیلومتر مربع مساحت و ۴۰٬۰۵۷ نفر جمعیت دارد.